# Руска странка
Руска странка, скраћено РС (рус. Русская партия, РП), регистрована је мањинска партија руске националне мањине у Србији, осим руске мањине партија окупља и велики број проруски настројених грађана, углавном Срба.
Председник Руске странке је Слободан Николић, који је председник Друштва Српског — Руског Пријатељства „Владимир Путин” Шабац и председник је удружења Сеоски Праг које се бави брачним посредовањем и проналаском Рускиња, Белорускиња и Украјинки за неожењене момке у Шапцу и остатку Србије. Слободан Николић је бивши потпредседник Народне сељачке странке и бивши председник општинског одбора те странке у Шапцу, као и члан градског већа Шапца, задужен за сарадњу са Русијом и Украјином.

## Програм
Према свом програму Руска странка се залаже за улазак Србије у Евроазијску економску унију и БРИКС, и за пуноправно чланство Србије у војној организацији ОДКБ.
Такође се залаже за повећање сарадње са Руском Федерацијом у области економије, културе и образовања.

## Избори
Председник Руске странке Слободан Николић, јавно је подржао изборну листу политичке организације Двери српске на локалним изборима у Београдској општини Вождовац 2013. године.
Странка је први пут учествовала на парламентарни изборима у Србији 2014. године на изборној листи Руска странка — Слободан Николић, где је освојила 0,19% гласова.
На парламентарним изборима у Србији 2023. године формирала је изборну листу Руска странка — Слободан Николић заједно са НКПЈ/СКОЈ који су имали седам својих кандидата као организације југословенске националне мањине у Србији. Том приликом Руска странка осваја један посланички мандат.
На покрајинским изборима у Војводини 2023. године Руска странка излази самостално на изборној листи Руска странка — Срби и Руси браћа заувек! и том приликом осваја један посланички мандат.

## Резултати на изборима

### Парламентарни избори
| Година | Вођа             | Гласови          | % од важећих     | Бр.              | Мандати | Промена | Коалиција    | Статус        |
| ------ | ---------------- | ---------------- | ---------------- | ---------------- | ------- | ------- | ------------ | ------------- |
| 2014.  | Слободан Николић | 6.547            | 0,19%            | 15               | 0 / 250 | 0       | –            | без мандата   |
| 2016.  | Слободан Николић | 13.777           | 0,38%            | 16               | 0 / 250 | 0       | –            | без мандата   |
| 2020.  | Слободан Николић | 6.295            | 0,20%            | 21               | 0 / 250 | 0       | –            | без мандата   |
| 2022.  | Слободан Николић | Није учествовала | Није учествовала | Није учествовала | 0 / 250 | 0       | –            | без мандата   |
| 2023.  | Слободан Николић | 11.356           | 0,3%             | 14               | 1 / 250 | 1       | РС–НКПЈ/СКОЈ | подршка влади |

### Покрајински избори
| Година | Вођа            | Гласови | % од важећих | Бр. | Мандати | Промена | Коалиција | Статус        |
| ------ | --------------- | ------- | ------------ | --- | ------- | ------- | --------- | ------------- |
| 2023.  | Љубица Бертовић | 9.895   | 1,01%        | 6.  | 1 / 120 | 1       | –         | подршка влади |